# 合众国诉派拉蒙影业公司案
合众国诉派拉蒙影业公司案（334 US 131 (1948)），也被称为“好莱坞1948年反托拉斯案”、“派拉蒙案”、“派拉蒙裁决”或“派拉蒙法案”，是美国最高法院一个具有里程碑意义的反垄断案裁决，该裁决判决美国电影制片厂不得拥有自己的院线和要求影院对自己公司的影片独家包销。同时，这也改变了美国电影工业的制作、发行和播映方式。最高法院裁决案件中的电影发行方式违反了美国的谢尔曼反托拉斯法，因此禁止了这种独家交易的方式。
本案的裁决对于美国反垄断行动和美国电影史都非常重要。对于前者而言，本裁决仍然是垂直整合行销案件中的一个里程碑式的裁决；对于后者来说，它终结了传统好莱坞式的大片场系统。
2020年8月7日，美國聯邦法官正式同意廢除“派拉蒙法案”。